# Dreisler Storkøb
Dreisler Storkøb var indtil april 2005 en jysk supermarkedskæde. Kæden, der var markedsledende i Nordjylland, bestod af ni butikker i Frederikshavn, Hjørring, Nørresundby, Aalborg, Viborg, Brønderslev og Herning. Kæden havde 950 medarbejdere og omsatte for 1,2 mia. kr.

## Historie
Kæden blev grundlagt i 1950 af brødrene Carl og Hans Erik Dreisler, da Carl Dreisler købte to små købmandsbutikker i Aalborg og Sæby. Tre år senere slog Carl sig sammen med sin bror, og sammen opbyggede de en kæde af syv butikker, der alle havde et beskedent udvalg af kolonialvarer. I 1960’erne blev også Danmark ramt af den ’supermarkedsfeber’, hvis udspring var i USA. 
Det blev brødrene Dreisler, der slog dørene op til det første supermarked nord for Århus. Det skete med åbningen af Sønderport i Nørresundby i 1966. I 1969 åbnede det første Storkøb i Aalborg, hvor kunderne kunne spare stort ved at købe hele partier varer. I en lang årrække drev brødrene sideløbende to butikstyper – dels Dreisler-butikkerne, dels Storkøb-markederne. 
I 1992 tiltrådte den nye generation, Michael Dreisler, H.E. Dreislers søn. Han samlede i 1992 butikkerne til et koncept – Dreisler Storkøb. I 1998 fik kæden af Dansk Handelsblad prisen som Årets supermarked, og i 2003 blev Dreisler Storkøb kåret som Årets butikskæde. Michael Dreisler solgte i 2005 de ni varehuse til Dagrofa. Forud for salget havde også Dansk Supermarked vist interesse.
Fra 1. april 2007 indgik butikkerne i SuperBest-kæden, og Dreisler Storkøb-navnet forsvandt fra facaderne.